# レジル
レジル株式会社（英称：REZIL Inc.）は、エネルギー事業を行う日本の株式会社。
日本で初めてマンション一括受電サービスを開始し、同サービスの大手とされる。

## 沿革
創業者の中村誠司が始めたコスト削減に特化したコンサルティング事業を源流とする。電気代、特に空調機器の節電に着目し、デマンドコントローラなど節電システムの開発、販売を行った。地球温暖化対策としての省エネ奨励も追い風となり、販売地域や事業の拡大を図ったが、急拡大がたたって赤字に転落したという。
2002年頃にマンション一括受電に着目し、2004年に日本で初めてサービスを開始した。マンション向けを軸に地熱発電所の建設や電力小売事業への参入など事業を拡大している。

### 年表
中央電力のウェブサイトによれば、沿革は以下の通りである。
- 1994年11月 - 有限会社メリックス設立
- 1995年 - 株式会社メリックスに変更
- 1999年10月 - 中央電力株式会社設立
- 2004年10月 - マンション一括受電サービスをスタート
- 2005年2月 - 中央電力株式会社と株式会社メリックスを統合
- 2007年5月 - 建設業許可取得
- 2012年6月 - 中央電力ソリューション株式会社（100%子会社）設立
- 2012年7月 - 中央電力ふるさと熱電株式会社（現：ふるさと熱電株式会社）設立
- 2013年11月 - 中央電力エナジー株式会社（100%子会社）設立　（同社が小売電気事業者に登録）
- 2014年10月 - 関西電力株式会社と資本業務提携[9]
- 2016年10月 - 小売電気事業者登録
- 2017年4月 - 関西電力「関電ガス」販売代理業務開始
- 2018年5月 - ガス小売事業者登録
- 2021年1月 - 中央電力DX株式会社（100%子会社）設立
- 2021年7月 - 株式会社中央電力保安協会（中央電力ソリューション株式会社の100%子会社） 設立
- 2021年10月 - 三菱HCキャピタル株式会社と共同で合同会社リネッツを設立
- 2022年3月 - 東北電力株式会社と資本業務提携
- 2022年4月 - 中央電力DX株式会社を吸収合併、中央電力ソリューション株式会社が株式会社中央電力保安協会を吸収合併
- 2023年9月1日 - レジル株式会社に社名変更[10]
- 2023年11月6日 - 東京本社を丸の内トラストタワーN館に移転[11]
- 2024年4月24日 - 東京証券取引所グロース市場に株式を上場[12]

## グループ会社
- 中央電力ソリューション株式会社（100%子会社）
- 中央電力エナジー株式会社（100%子会社）
- 合同会社リネッツ